# Accordo di Parigi (2015)
L'accordo di Parigi è un trattato internazionale stipulato tra gli Stati membri della Convenzione quadro delle Nazioni Unite sui cambiamenti climatici (UNFCCC), riguardo alla riduzione di emissione di gas serra e alla finanza, raggiunto il 12 dicembre 2015 e riguardante il periodo a decorrere dal 2020.
Il contenuto dell'accordo è stato negoziato dai rappresentanti di 196 Stati alla XXI Conferenza delle Parti dell'UNFCCC a Le Bourget, vicino a Parigi, in Francia. Nel novembre 2018, 195 membri dell'UNFCCC hanno firmato l'accordo e 183 hanno deciso di farne parte. Dei quattro Stati membri che non hanno ancora ratificato l'accordo, l'unica grande fonte di emissioni è l'Iran. Gli Stati Uniti d'America si sono ritirati dall'accordo nel 2020, vi sono tornati nel 2021, per poi uscirne nuovamente nel 2025, con un ordine esecutivo firmato dal neo-eletto presidente Donald Trump.
L'accordo è stato aperto alla firma il 22 aprile 2016, in occasione della Giornata della Terra, durante una cerimonia tenutasi a New York. La ratifica dell'accordo da parte degli Stati membri dell'Unione Europea permise all'accordo di entrare in vigore dal 4 novembre dello stesso anno.

## Obiettivi
L'obiettivo di lungo periodo dell'accordo di Parigi è quello di rafforzare la risposta mondiale alla minaccia posta dai cambiamenti climatici, nel contesto dello sviluppo sostenibile e degli sforzi volti a eliminare la povertà, e tenendo conto del principio delle responsabilità comuni ma differenziate e delle rispettive capacità, alla luce delle diverse circostanze nazionali.
In particolare, l'accordo vuole adempiere agli obiettivi fissati con le seguenti strategie:
a) mantenendo l'aumento della temperatura media mondiale ben al di sotto di 2 °C rispetto ai livelli preindustriali e proseguendo l'azione volta a limitare tale aumento a 1,5 °C rispetto ai livelli preindustriali, riconoscendo che ciò potrebbe ridurre in modo significativo i rischi e gli effetti dei cambiamenti climatici;
b) aumentando la capacità di adattamento agli effetti negativi dei cambiamenti climatici e promuovendo la resilienza climatica e lo sviluppo a basse emissioni di gas a effetto serra, con modalità che non minaccino la produzione alimentare;
c) rendendo i flussi finanziari coerenti con un percorso che conduca a uno sviluppo a basse emissioni di gas a effetto serra e resiliente al clima.
Per conseguire l'obiettivo a lungo termine relativo alla temperatura, le parti firmatarie mirano a raggiungere il picco mondiale di emissioni di gas a effetto serra al più presto possibile, riconoscendo che ciò richiederà tempi più lunghi per i Paesi in via di sviluppo, e a intraprendere rapide riduzioni in seguito, in linea con le migliori conoscenze scientifiche a disposizione, così da raggiungere un equilibrio tra le fonti di emissioni e gli assorbimenti antropogenici di gas a effetto serra nella seconda metà del XXI secolo.

## Firmatari
Il 21 aprile 2016, Sharon Dijksma, l'allora ministro dell'ambiente dei Paesi Bassi e presidente del Consiglio ambiente dell'Unione europea, e Maroš Šefčovič, l'allora vicepresidente della Commissione europea, firmano l'accordo a nome dell'Unione europea a New York. Il 5 ottobre 2016 i rappresentanti della presidenza del Consiglio europeo e della Commissione europea hanno depositato i documenti per la ratifica presso il segretario generale delle Nazioni Unite, depositario dell'accordo, a seguito della decisione da parte del Consiglio ambiente.
Il 4 novembre 2016 entra in vigore l'accordo di Parigi, essendo state soddisfatte le condizioni che chiedevano la ratifica da parte di almeno 55 paesi che rappresentino almeno il 55% delle emissioni globali di gas a effetto serra.

## Controversie con gli Stati membri

### Stati Uniti d'America
Il 4 agosto 2017, la prima presidenza di Donald Trump ha consegnato una notifica ufficiale alle Nazioni Unite in cui affermava che gli Stati Uniti, il secondo maggiore emettitore di gas serra dopo la Cina, intendevano ritirarsi dall’accordo di Parigi non appena ne avessero avuto i requisiti.  La notifica del recesso non poteva essere presentata fino a quando l’accordo non fosse entrato in vigore per tre anni per gli Stati Uniti, il 4 novembre 2019; conseguentemente hanno depositato la notifica presso il Segretario generale delle Nazioni Unite e si sono ritirati ufficialmente un anno dopo, il 4 novembre 2020.
Con la nuova amministrazione del presidente Joe Biden egli ha firmato un ordine esecutivo nel suo primo giorno in carica, il 20 gennaio 2021, per riammettere gli Stati Uniti nell'accordo e dopo il periodo di 30 giorni stabilito dall'articolo 21 gli Stati Uniti sono stati riammessi nell'accordo.
Il 20 gennaio 2025 Donald Trump, tornato alla presidenza per la seconda volta, ha firmato un ordine esecutivo che ritira nuovamente gli Stati Uniti dall’accordo.

## Pubblicazioni
- (FR) Décisions adoptées par la Conférence des Parties (PDF), Parigi, UNFCCC, 29 gennaio 2016.